# Zvoriștea
Zvoriștea – wieś w Rumunii, w okręgu Suczawa, w gminie Zvoriștea. W 2011 roku liczyła 946 mieszkańców. 